# منصور آرامی
منصور آرامی (زاده ۱۳۴۲ - بندرعباس) نمایندهٔ دورهٔ نهم و یازدهم مجلس شورای اسلامی از حوزهٔ انتخابیهٔ بندرعباس، قشم، ابوموسی، حاجی‌آباد و بندرخمیر در استان هرمزگان است.
او پیش از این عضو هیئت عامل و معاون برنامه‌ریزی و توسعه منابع سازمان بنادر و دریانوردی بوده‌است. قبل‌تر از آن هم از سال ۱۳۸۳ تا ۱۳۸۸ شهردار بندرعباس نیز بوده‌است.
منصور آرامی به عنوان رئیس هیئت نظارت انتخابات شوراهای شهر و روستا در یک مصاحبه اختصاصی با تلویزیون اینترنتی هرمزگان تی وی در خصوص رد صلاحیت‌های گسترده گفت: افراد شاخصی که توسط نهادهای نظارتی رد صلاحیت شده‌اند زیاد است اما نسبت به دوره‌های گذشته بر خلاف اظهار نظرها رد صلاحیت گسترده‌ای اتفاق نیافتاده است.